# Erin Brockovich (film)
Erin Brockovich är en amerikansk dramafilm från 2000 i regi av Steven Soderbergh. Titelrollen som Erin Brockovich spelas av Julia Roberts. Filmen hade Sverigepremiär den 7 april 2000.

## Handling
Erin Brockovich är ensamstående mamma till tre barn och får slita för att få pengarna att räcka till. Hon blir påkörd, men hennes advokat lyckas inte skaffa henne något skadestånd. Hon kliver då in på hans kontor och kräver att få ett arbete, med att göra vad som helst. Hon börjar undersöka ett energiföretag som har erbjudit närboende att lösa in deras hus. Människor i trakten har drabbats av kroniska sjukdomar. Ärendet växer och djupnar. Arbetet är inte längre bara en inkomstkälla, Erin gör allt för att de drabbade ska ersättas och de skyldiga ska stå till svars. 

## Om filmen
För sin insats i filmen belönades Julia Roberts med en Oscar för bästa kvinnliga huvudroll. Filmen är baserad på en verklig händelse där ett energiföretag stod för ett kemiutsläpp i Hinkley i södra Kalifornien i USA. Utsläppet var ett så kallat sexvärt krom, som anses vara cancerframkallande. Verklighetens Erin Brockovich har en liten roll i filmen som Julia R., en servitris på en servering.

## Rollista i urval
- Julia Roberts – Erin Brockovich
- Albert Finney – Ed Masry
- Aaron Eckhart – George
- Marg Helgenberger – Donna Jensen
- Tracey Walter – Charles Embry
- Peter Coyote – Kurt Potter
- Cherry Jones – Pamela Duncan
- Scarlett Pomers – Shanna Jensen
- Conchata Ferrell – Brenda
- Edward L. Masry – stamgäst på diner
- Michael Harney – Pete Jensen
- Veanne Cox – Theresa Dallavale
- Scotty Leavenworth – Matthew Brown
- Gemmenne de la Peña – Katie Brown
- Gina Gallego – Ms. Sanchez
- T. J. Thyne – David Foil
- Valente Rodriguez – Donald
- Jamie Harrold – Scott
- Dawn Didawick – Rosalind
- David Brisbin – doktor Jaffe
- Matthew Kimbrough – bartender
- William Lucking – Bob Linwood
- Sheila Shaw – Ruth Linwood
- Larry Martinez – Nelson Perez
- LeRoy A. Simmons – domaren
- Erin Brockovich-Ellis – servitris